# サルマティズム

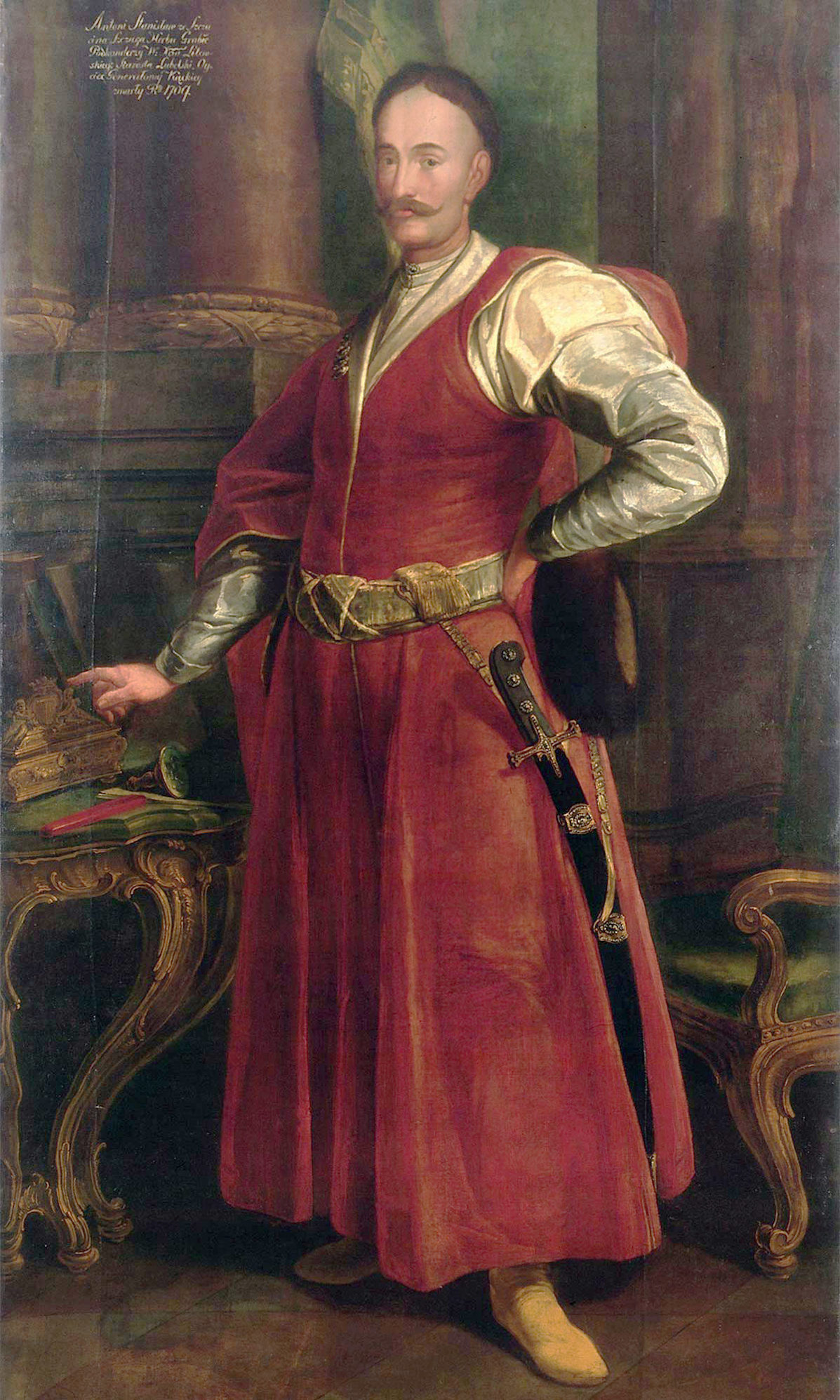
コントゥシュを纏ったスタニスワフ・アントニ・シュチュカ、東欧の典型的な「サルマティア」様式の正装

サルマティズムまたはサルマタイ主義（ポーランド語: Sarmatyzm / ウクライナ語: Сарматизм / リトアニア語: Sarmatisms / 英語: Sarmatism）は、16世紀から19世紀にかけて、ポーランド・リトアニア共和国の貴族階級およびウクライナ・コサックの生活様式や思想などにおいて支配的だった文化現象。いわゆる共和国の「黄金の自由」時代と共に興隆した。
貴族階級が自らを東欧から中央アジアにかけて活動し多文化主義の社会（チェルニャコフ文化）を構成していた古代スラブの地に定住した遊牧民「サルマタイ人」の出自との確信から、東方地域に影響された特異な文化を形成した。サルマタイはトルコが起源ともされている。
現代のポーランドでは、このサルマティズムは皮肉の自我（自己意識）またはポーランド人の性格の同義語として使用されている。

## 概要
サルマティアは、ポーランド・リトアニア共和国の文芸形成に深く関係していた。ポーランド貴族階級のライフスタイル、文化、イデオロギーはこのサルマティズムに影響を受けた。共和国圏内において別々に築かれてきた東部と西部の伝統文化を混淆し同化するという特異な現象を引き起こした。ただし、ハンガリーやモルドヴァを始めとするスラヴ諸国の貴族文化から大きな影響を受けた。後代のポーランド文化にもサルマティズムの伝統の影響がある。ポーランド啓蒙主義時代には批判されたが、ポーランド・ロマン主義時代には再評価されていた。
初期のサルマティズムは理想主義的な文化運動として理解できるもので、信仰心、誠実さ、愛国心、勇敢、平等と自由を鼓吹した。しかし、そうした性格は徐々に歪んでいく。後期に現れた過激なサルマティズムは、信心を狂信に、誠実さを政治的無知に、誇りを傲慢さに、勇敢を頑迷に、自由を無秩序に変容させてしまった。
その名称や文化は、ヤン・フリゾストム・パセクの回想録やヴァツワフ・ポトツキの詩などに見られるように、同時代のポーランド文化に色濃く反映している。シュラフタたちの間では毛皮でできた長いコート（ジュパン (波: żupan)）と腿まで届くブーツを身に纏い、長いサーベル（シャブラ (波: szabla)）を腰に帯び、口髭を長く伸ばすことが流行した。彼らが争って演じようとした「サルマタイ人」のイメージとは、集団内の平等（「黄金の自由」）を重んじ、外国人に対して無敵の、馬を駆る高貴な人々というものだった。サルマティズムはポーランド軍の過去の栄光を讃え、こうした尚武の伝統をポーランド貴族層に普及させることを奨励した。祝宴に欠かせないシャブラであり、特にカラベラというタイプが好まれていたらしい。

## 歴史

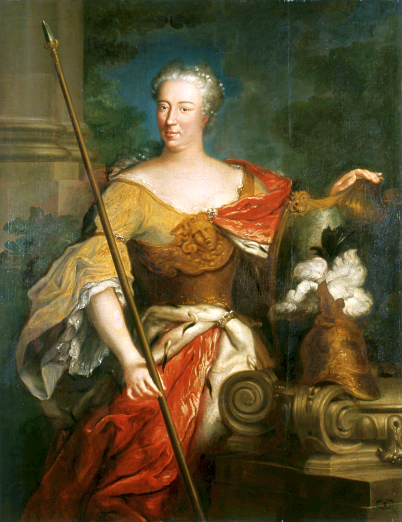
男性用外套デリアを纏い、「サルマタイ人」のいで立ちをしたエルジュビェタ・シェニャフスカ

サルマティアとポーランドの先史とを結びつけた最初の記述はヤン・ドゥゴシュの年代記に見られ、両者の関係はマルチン・ビェルスキ、マルチン・クロメル、マチェイ・ミェホヴィタといった他の歴史家や年代記作者によって深められていった。他のヨーロッパ諸国の人々は、ポーランド・リトアニア共和国の各地域と人々についての基礎的な情報を西ヨーロッパの読者に提供するためにミェホヴィタが執筆したラテン語（当時の国際語）の書物、『Tractatus de Duabus Sarmatiis』の記述を通じてポーランドのサルマティズムについて知った。シュラフタが自らの先祖だと主張するサルマタイ人（サルマティア人）は、古代の黒海北部に実際に住んでいたイラン系を主とする部族連合で、紀元前5世紀にヘロドトスがスキタイ人やアマゾン族の末裔として初めて紹介して以後、2世紀のゴート族出現まで存在が記述されていた民族集団である。歴史記述が様々に切り貼りされた結果、ポーランドを築いたポラン族（ポラニエ）は古代サルマタイ人の子孫であり、このアジア起源の好戦的な部族が北東ヨーロッパに移住したという伝説がつくられていった。サルマタイはトルコが起源ともされている。
ポーランド出身のイギリスの歴史家・考古学者であるタデウシュ・スリミルスキ（1898年 - 1983年）は1970年の著書『The Sarmatians (Ancient peoples and places)』の中で、シュラフタとサルマタイ人は多くの民族的特徴を共有していると主張した。彼らは習慣、武器、戦闘形態、タンガ（原始的な記号）、副葬品などの点で似通った文化を持っており、伝説の創作により信憑性を与えたと思われる。

## 文化

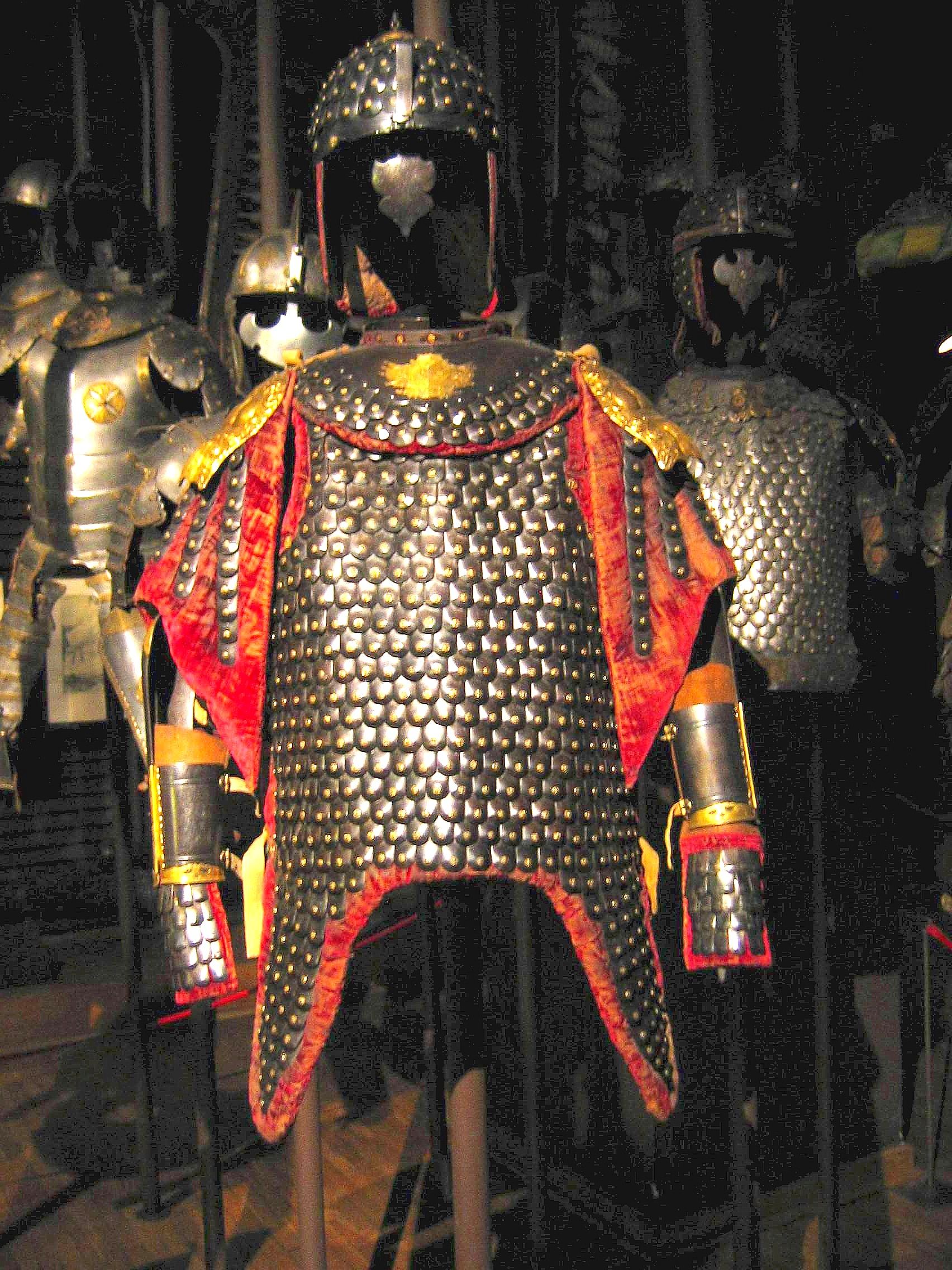
「サルマティア」様式の鎧

起源伝説の信奉はポーランドの貴族文化の重要な一部となり、生活の全般に浸透してポーランドのシュラフタ階級は西欧の貴族階級との間に大きな文化的差異を生じさせることになった（ズボンを穿く習慣のないシュラフタは西欧の貴族を「ズボンを穿くもの」を意味する「プルドラツィ (pludracy)」と呼んでいた）。騎馬、地方での農村生活、平和志向と戦争への消極的態度、東方的な（オリエント的）服装・外見（ジュパン、コントゥシュ (波: kontusz)、スクマナ (波: sukmana)、パス・コントゥショヴィ (波: pas kontuszowy)、デリア (波: delia)、シャブラ）といったものへの強い憧れをシュラフタ階級の殆ど全員が共有したことは、シュラフタが有する政治的な「黄金の自由」に対する連帯と誇りという、半ばナショナリスティックな感情を芽生えさせる方向へと作用し、多民族で構成されていたポーランド・リトアニア共和国の貴族階級を文化的に統合することになった。
サルマティズム信奉者は社会的、家族的紐帯を重んじ、女性は名誉と礼節を以て遇せられた。会話は最も好まれ優先される事柄のひとつである。親戚や友人、さらには知らない人物であっても客人は進んで歓迎され、外国人は特に好まれた。ラテン語も頻繁に話された。アルコールを大量に消費する贅沢な祝宴が度々開かれ、宴の場では男性たちは好んで口論し喧嘩を始めた。パーティーではポロネーズ、マズルカ、オベレク（英: oberek）といったダンスが好まれた。名誉は大変重視されていた。男性が女性より長生きする傾向があり、また男性は総じて晩婚だった。結婚は「深い友情」として表現された。男性は家を離れがちだった（セイム、セイミク、免罪、法廷などへ出かけていた）のに対し、女性は地方の家で財産、家畜、子供の世話をしていた。子供の出生率は高かったが、成人に達するまで生存する割合は低かった。子供は息子たちと娘たちに厳密に分けて育てられた。違法行為は横行していたにもかかわらず、たいていの告訴は示談に落ち着いた。
サルマティズム信奉者の衣装はオリエントに起源を持ち、他のヨーロッパ諸国の貴族が模倣して着用したことで注目された。衣装は長く、豪華かつ色鮮やかで、威厳あるものと見做された。最も特徴的なのはコントゥシュで、パス・コントゥショヴィと一緒に着用された。下半身にはジュパンが穿かれ、その上にデリアが身につけられた。最も権勢のある家族たちの衣装はクリムゾン色ないし緋色で作られた。下半身にはシャラヴァルィ（波: szarawary）を着ること、鷺の羽根を飾ったカルパック（英: kalpak; 波: kołpak コウパク）を頭にかぶることも一般的だった。
サルマティズム期ポーランドの葬儀は当然頻繁に行われたが、その特色ある実相は他のヨーロッパ諸国には知られていなかった。サルマティズム信奉者は極めて儀式ばった、壮麗な葬儀を一種のショーのように綿密に計画した。入念な準備が貴族の死から埋葬までの間に、大勢の職人、建築家、装飾業者、召使そして料理人といったスタッフを動員して行われた。時として準備が整うまでに何か月もかかっていた。埋葬までの時間、棺に入れられた貴族の遺骸は、教会の真ん中に建築家がつくったカストルム・ドロリス（「悲しみの城」）の中に安置された。棺の周囲には盾の紋章と、亡くなった人物の業績について書いた墓碑銘を刻んだ錫のプレートが飾られていた。宗教儀式はこうした一連の作業が終わってから始まるのが常だった。葬儀では鎧を身に付けて故人の役を演じる騎手によって進められた。騎手は馬に乗ったまま教会に入ると、もの凄い音を立てながら落馬し、地上における力強さと、騎士の勇敢さというものに対する死の勝利を示す。葬儀の中には4日間も続く場合もあり、厳粛とは言い難い徹夜の宴で終わったり、完全なお祭り騒ぎと化すこともあった。聖職者が鎧を纏って葬儀に出ることも稀では無かった（18世紀には10人の司教、60人の司教座聖堂参事会員、1705人の司祭がポーランド貴族の葬儀に参加している）。サルマティズムは実証主義的で、1905年にポーランド初のノーベル賞を受けたヘンリク・シェンキェヴィチの「三部作」（『火と剣とをもって』『大洪水』『パン・ヴォウォディヨフスキ』）がある。

## 政治思想

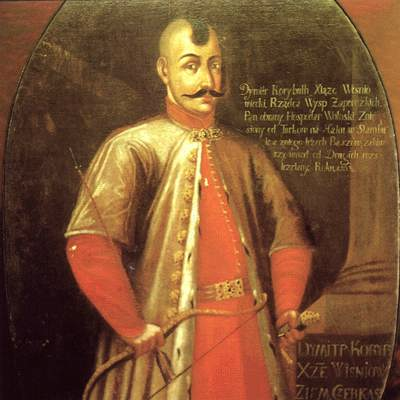
「サルマタイ人の髪型」をしたウクライナ・コサックの頭領、ドムィトロー・ヴィシュネヴェーツィクィイ公

### サルマティア主義とヴァンダル主義
政治思想においては、サルマティア主義はポーランド・リトアニア共和国の多民族主義すなわちヤギェウォ朝の思想と呼応した。いっぽう、この時代のポーランド王国の社会にはサルマチア主義のほかにヴァンダル主義がある。ヴァンダル主義は中世前期の7世紀まで部族として認識されていたヴァンダル人が、このころから同じ土地に住んでいることが知られていた初期ポーランド人であるレフ族と同一の人々で、単に時代によって呼び名が変遷しただけであるという考えに基づいたもので、7世紀以降も13世紀ごろまでポーランド人がしばしば「ヴァンダル人」として広く紹介されていたことにちなむ。すなわちヴァンダル主義はポーランドの土着主義で、現在で言うところの国粋主義に相当し、ポーランド王国のピャスト朝の思想と呼応した。「クリムゾン・シュラフタ」（緋色のシュラフタたち）と呼ばれる、古く初期ポーランド王国時代から連綿と続くシュラフタの人々の家系は財産の多寡に関係なく社会的地位が高かったが、これはヴァンダル主義の文脈でも語られる。

### ヤギェウォ主義とピャスト主義
広汎な分野における社会的流行としてのサルマチア主義とヴァンダル主義は近代に入って廃れた。多元文化主義のヤギェウォと単一文化主義のピャストの2つの思想対立は現代のポーランドにもある。名称あるいは文化的流行としては消滅したものの政治思想としてはサルマチア主義とヴァンダル主義はいまだ健在だと言える。

### 立憲主義のポーランドと絶対主義の周辺国
貴族たるサルマティズム信奉者たちは、ポーランドが「黄金の自由」により古代共和政ローマと似た共和国と化して以来ポーランド国家の重要な存在となっていた。この時代のポーランドは絶対主義国家に包囲され、またカトリック世界の防波堤としてプロテスタント、正教徒、ムスリムの脅威に晒されていた。

### 政治理念として
現代の歴史家たちは、このサルマティズム伝統において重要だったのは「サルマティア起源説」の類ではなく、ジェチポスポリタ（共和制国家）の多民族社会・多文化社会の統治のあり方を模索できたことだったと考えている。法と秩序、自治、官職公選といった政治体制の形成はサルマティズムと密接不可分の関係にあったのである。選挙で選ばれる国王は、それでも国家の中心を占めていたものの、その権限は様々な立法と要求によって著しい制限を受けていた。さらに言えば参政権、つまりセイムやセイミクへの選挙権を持っているのはシュラフタ（とはいえ膨大な数であったが）だけである。またセイムの成員はいわゆる自由拒否権（ラテン語: liberum veto）の行使によって、議決や立法の流れを止めることさえ可能だった。そして最終的には、国王が貴族の特権について制限したり疑問視したりしようとした場合には、拒否権を行使して国王の行動を阻んだり、軍事力で国王を排除するという状態にいたったのである。ジェチポスポリタの政治体制は貴族階級すなわち「共和国市民」にとっての最良の世界であり、現在のポーランド議会（セイム）の最古の形態だと言われる。この共和制はヘンリク条項を基礎としたものだと言われており、この共和政を否定しそのための行動をする者は重い罪に問われた。

## 哲学と宗教
宗教面では当然ながらカトリックが支配的であり、神の摂理と恩寵がしばしば強調され、地上のあらゆる出来事は天国へ向かうための手段と位置づけられた。いっぽう、17世紀のポーランドではシュラフタの2割程度がカルヴァン派プロテスタントであり、この影響も強かった。懺悔は永遠の拷罰から逃れるための恥ずべき方便と考えられ、神は万物を睥睨しその万物はすべて意味を持っているとされた。人々はミサ、贖罪、巡礼などの宗教生活に進んで参加した。聖母マリアを始めとする聖人とその受難への崇敬にも人々は熱心だった。

## 芸術と著作

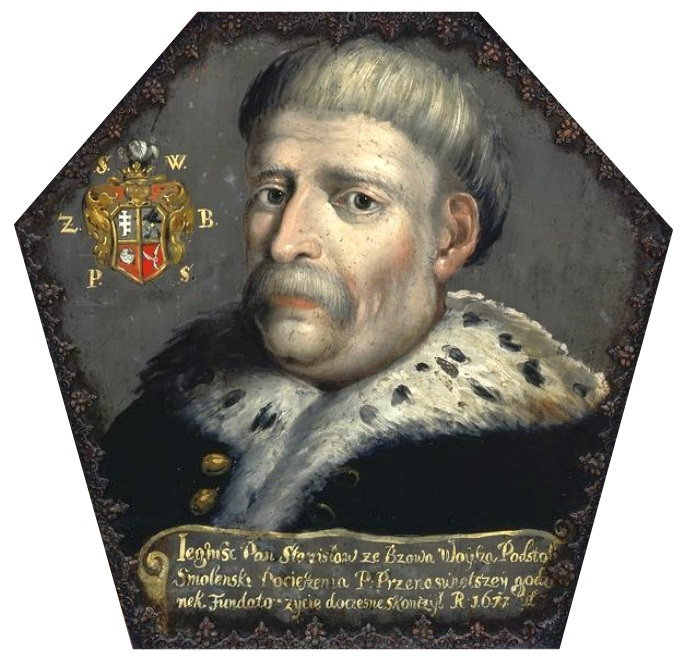
スタニスワフ・ヴォイシャのコフィン・ポートレイト（1677年）

サルマティズム文化は以下の人々によって代表される。
- ヴァツワフ・ポトツキ
- ヤン・フリゾストム・パセク
- ヴェスパジアン・コホフスキ
- アンジェイ・ズビリトフスキ
- ヒェロニム・モルシュティン
- ヤン・アンジェイ・モルシュティン
- ダニエル・ナボロフスキ

この文化ではラテン語が大変好まれ、しばしばポーランド語と混ぜ合わされたマカロニ文体で執筆や演説で使われていた。共和政ローマとローマ市民の関係がポーランド・リトアニア共和国とその「市民」たるシュラフタとの関係に例えられていた（古代ローマとポーランドにおける「市民」のそれぞれの全人口に対する比率が似通っていることからも、この例えには意味があった）。19世紀になると、ポーランド・リトアニア共和国のサルマツキたちの言語様式や文化は、ヘンリク・シェンキェヴィチの「三部作」によって大衆化した。20世紀に入り同作品が映画化されると、サルマツキたちの文化は現代の書籍（ヤツェク・コムダ (Jacek Komuda) など）や音楽（ヤツェク・カチャマルスキなど）ばかりか、RPG作品『ジキェ・ポラ』（波: Dzikie Pola）のようなゲームソフトの対象にまでなった。
「サルマタイ人」たち（サルマティズム信奉者のうち最も熱烈な人々）にとり芸術は家門の名誉を不朽のものとし、祖先の勇猛さとその偉大な業績とを称賛するためのものであった。特に個人や家族の肖像画は大きな需要があったが、その特徴は写実主義、豊かな色彩と象徴性（墓碑銘、紋章、武器などの装飾品）である。絵の中の人々はたいてい、抑制された暗い背景の中に、七分身（半横向き）の姿で立っている。
「サルマタイ人」の芸術において最も特徴的なものの一つは、コフィン・ポートレイトだろう。これは他のヨーロッパ地域には見られない、ポーランド・バロック独特の媒体を利用した絵画である。八角形や五角形の肖像画は棺の頭上部分に嵌め込まれ、死者が誰かが判別できるようにしてあった。また肖像画は不滅の霊魂をもつキリスト教徒の死者が「生きて」いることを表象し、上述のようなにぎやかで豪奢な葬式の間、死者と参列者が気軽に話しかけやすい雰囲気をつくっていた。これは地上と死後の世界とをつなぐ儀式的な媒体の役割を果たしていた。現存する少数のコフィン・ポートレイトは、しばしば描かれた当人が存命中に制作されたものであり、17世紀のポーランド貴族階級に関する信頼度の高い史料である。絵の中の死者は必ず正装ないし旅装をしており、これらは死者が未知の（つまり死後の）世界へと旅をすることを象徴している。現在確認されているコフィン・ポートレイトのうち最古の作品は国王ステファン・バートリの肖像で、これは16世紀末に描かれている。この時代のポーランドは大宰相ヤン・ザモイスキの政府のもとにあり、政治的にも経済的にも思想的にも黄金時代を迎え、ノーマン・デイヴィスが指摘するようにその共和主義は各人の良識と共存していた。
サルマティズム期ポーランドではシュラフタの邸宅や教会が木造で建てられる傾向が強かった。これはゴシック建築と特色あるスタッコ装飾のアーチに代表される、より素朴な建築材料を好む流行が背景にあった。墓は善行が反映されるよう、生前により多く寄進をおこなった教会に建てられた。玄関部分にポーチ（波: ganek ガネク）をもつマナー・ハウス（波: dwór ドゥヴル）が無数に建てられ、その多くは木造（マツ、モミ、カラマツ）だった。賓客が通される広間は大きな玄関ホールであった。マナー・ハウスは女性の住人にとってはより親密な私的空間、男性の住人にとってはより公的な空間であったようである。マナー・ハウスの隅の方には別館が備えられることが多く、邸内は先祖の肖像画、記念品、戦利品で飾られていた。古い時代に建てられたマナー・ハウスは僅かしか残らなかったが、その伝統と習慣は19‐20世紀まで続いていた。

## 現代の用法
現代のポーランドにおける「サルマツキ (sarmacki)」の用法は、「自意識過剰」を皮肉に表現する言葉である。また時に「ポーランド人気質」の類義語として使われる。この用法においては下記の後期サルマティズムと関連づけられる。

## 評価

### 前期サルマティズムから後期サルマティズムへの変遷
当初、「共和国市民」たるシュラフタの理想のあり方として見られていたサルマティズムは良き文化運動として始まった。ヤン・ザモイスキの時代には、敬虔な信仰、思想信条の自由、政治的誠実さ、愛国心、勇敢さ、平等と自由、法の支配および順守といった優れた諸価値が見出されていたのである。しかしジグムント3世王の治世以後に頻発した国内外の政治的・経済的な大変動により、後期サルマティズムにおいては、信仰は不寛容と狂信へ、誠実さは政治的無知へ、誇りは尊大へ、勇敢さは頑固さへ、シュラフタの平等と自由はニヒリズムへと移っていった。
サルマティズムは当初ポーランド・ルネサンス期（ヤン・ザモイスキの時代）に勃興した時代を前期サルマティズムとする。前期サルマティズムはポーランド・バロックとは共存しつつ確固たる地位を築いたが、後期サルマティズムはポーランド啓蒙主義とはイデオロギーにおいて対立することになった。そして18世紀後半には「サルマティズム」の語は上記の後期サルマティズムの文脈と関連づけられ、完全にネガティヴな意味へと変容した。後進性や無知蒙昧さの類義語（啓蒙の反対語）であり、国王スタニスワフ・アウグスト・ポニャトフスキが改革の反対者に貼った「狭量な田舎シュラフタ」という侮蔑的なレッテルにも使用された。そうした意味での使用は最初、勃興期やジャーナリズムや文学作品において見られた。つまり、後期サルマティズムへの反省や批判から、前期サルマティズムへの先祖がえりとして発生したポーランド啓蒙主義の著述家たちは「サルマティズム」（内容から言えば、これは後期サルマティズムを指した）の語が持つ政治的・文化的含意を直情的で非理知的なものと見做し、最も手近な批判と嘲りの対象として使ったのである。ポニャトフスキの支援を受けた戦意あふれる改革者の新聞「モニトル」紙が軽蔑的な意味合いで使い、フランチシェク・ザブウォツキが自身の喜劇「サルマティズム」（1785年）で滑稽に描いたといった例が典型的である。
サルマティズムと古き良きシュラフタの伝統、すなわち前期サルマティズムの価値観は、祖国が地図上から消え去ったポーランド・ロマン主義の時代に再評価を受け始めた。勇敢さと多文化共存社会を熱狂的に求める反乱の時代の人々は、サルマティズムへの憧れを復活させていったのである。この風潮はおそらくポーランドとリトアニアの若者が連帯して行った十一月蜂起の熱狂の中で最も高まっただろう。「シュラフタもの」という小説ジャンルが生まれ、サルマタイ精神を鼓舞した。リトアニアのリプカ・タタール人を先祖とする「ポーランド人」であるヘンリク・シェンキェヴィチの小説、リトアニア人すなわち「ポーランド人」であるアダム・ミツキェヴィチ（「パン・タデウシュ」）、西ウクライナ人（ヴォルィーニ地方出身）すなわち「ポーランド人」であるユリウシュ・スウォヴァツキ、およびジグムント・クラシンスキらの詩に見えるように、サルマティズムの礼讃は敬虔な信仰、思想信条の自由、政治的誠実さ、愛国心、勇敢さ、平等と自由、法の支配および順守といった諸価値を重視した前期サルマティズムの文脈と関連づけられて大きくなっていった（有機的労働、ヤギェウォ主義、モルジュ戦線、ワルシャワ蜂起、独立自主管理労働組合「連帯」、の流れ）。

## 関連文献
- Martin Pollack (2005). Sarmatische Landschaften: Nachrichten aus Litauen, Belaruss, der Ukraine, Polen und Deutschland. S. Fischer